# Cariz Point
Cariz Point  är en udde i Antarktis. Den ligger på Nelson Island i Sydshetlandsöarna. Argentina, Chile och Storbritannien gör anspråk på området.
Terrängen inåt land är platt åt nordost, men söderut är den kuperad. Havet är nära Cariz Point  norrut. Trakten är glest befolkad. Närmaste befolkade plats är Escudero Station, 6,5 kilometer nordost om Cariz Point .